# Cesio (Italia)
Cesio es una comuna (municipio) en la provincia de Imperia en la región italiana de Liguria, ubicada a unos 90 km al suroeste de Génova y a unos 14 km al noroeste de Imperia.  A 31 de diciembre de 2004, tenía una población de 275 habitantes y un área de 8,9 km ².  
Cesio limita con los siguientes municipios: Caravonica, Casanova Lerrone, Chiusanico, Pieve di Teco, Testico y Vessalico.

## Evolución demográfica
| Gráfica de evolución demográfica de Cesio entre 1861 y 2001 |
|                                                             |
| Fuente ISTAT - elaboración gráfica de Wikipedia             |

## Arquitectura
- Iglesia parroquial de Santa Lucía. (Estilo barroco, conserva la antigua fuente bautismal del Quattrocento).
- Iglesia parroquial de Arzeno d'Oneglia.
- Oratorio de Arzeno d'Onegliaposto.